# Peter Vack

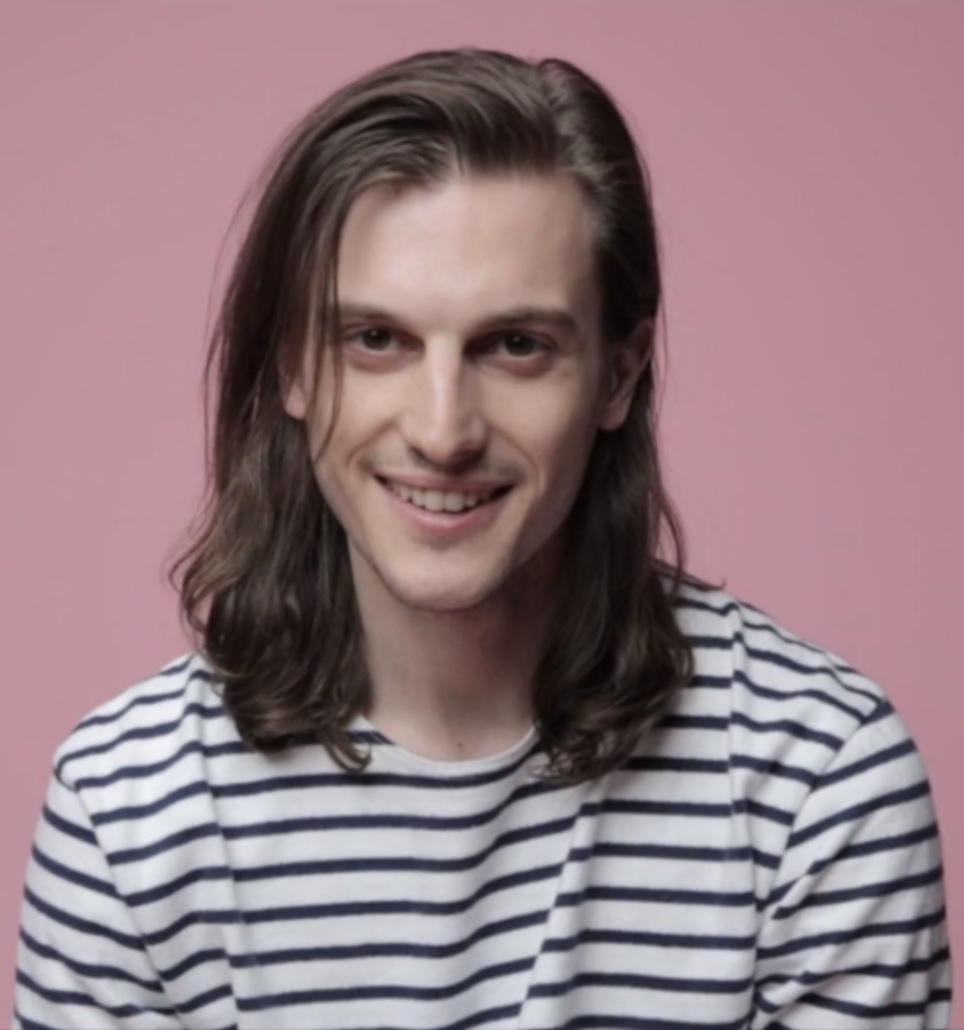
Peter Vack, 2016

Peter Vack, eigentlich Peter S. Brown (* 19. September 1986 in West Village, New York City) ist ein amerikanischer Schauspieler, Drehbuchautor, Regisseur und Produzent. Er ist bekannt durch seine Rolle als Alex Merriweather in der Amazon-Instant-Video-Serie Mozart in the Jungle (seit 2014).

## Leben
Vack wurde in West Village geboren. Seine Eltern sind Jane (geborene Spivack) und Ronald Farrar Brown, ein Filmproduzent und Autor. Seine jüngere Schwester Betsey ist ebenfalls Schauspielerin und Autorin. Vack wuchs in New York auf. Er besuchte die Riverdale Country School und die Professional Children’s School. An der University of Southern California schloss er ein Studium im Fach Theater ab.
Sein Schauspieldebüt hatte Vack in dem Kurzfilm Dear Diary (1996), der den Academy Award for Best Live Action Short Film gewann. Er war Gastschauspieler in einzelnen Episoden der Fernsehserien Hope & Faith (2004), Third Watch (2004), Law & Order: Special Victims Unit (2005), Ghost Whisperer (2009) und Cold Case (2010). Ebenfalls 2010 spielte er in dem Film Consent, in dem sein Vater die Regie führte, die Rolle des „Josh“. Seiner Schwester Betsey war in dem Film als „Samantha“ und Troian Bellisario als „Amanda“ zu sehen.
Von 2011 bis zur Absetzung im darauf folgenden Jahr spielte er Jason Strider in der kurzlebigen MTV-Fernsehserie I Just Want My Pants Back. Seit 2014 ist er als Alex Merriweather in der Amazon-Instant-Video-Serie Mozart in the Jungle, neben Malcolm McDowell, Lola Kirke und Bernadette Peters zu sehen.
Vack ist Gründungsmitglied der Theatergruppe „The Casitas Gruppe“ sowie Mitbegründer des Theaterprojekts „Shakespeare on the Subway“.

## Filmografie (Auswahl)
Filme
- 1996: Dear Diary (Kurzfilm)
- 1997: A Bedtime Story (Kurzfilm)
- 2005: A Perfect Fit
- 2006: The Treatment
- 2006: Love/Death/Cobain (Kurzfilm)
- 2010: Consent
- 2011: A November (Kurzfilm, auch Drehbuch)
- 2011: God Don’t Make The Laws
- 2012: Commentary
- 2012: Kiss of the Damned
- 2013: CBGB
- 2013: Send (Drehbuch, Regie und Produzent)
- 2013: A Letter Home (Kurzfilm)
- 2013: How to Make it to the Promised Land (Kurzfilm)
- 2014: Fort Tilden
- 2014: I Believe in Unicorns
- 2014: Swelter
- 2015: 6 Years
- 2015: Surf Noir (Kurzfilm)
- 2015: The Intern
- 2019: Brittany Runs a Marathon
- 2019: Someone Great
- 2020: Camgirl – Wahnsinnige Begierde (PVT Chat)
- 2021: Actors
- 2023: The Feeling That the Time for Doing Something Has Passed

Fernsehen
- 2004: Jung und Leidenschaftlich – Wie das Leben so spielt (As the World Turns, mehrere Folgen)
- 2004: Hope and Faith (Hope & Faith, Folge: Madam President)
- 2004: Third Watch – Einsatz am Limit (Third Watch, Folge: Family Ties: Part 1)
- 2005: Law & Order: Special Victims Unit (Folge: Hooked)
- 2009: Ghost Whisperer – Stimmen aus dem Jenseits (Ghost Whisperer, Folge: Do Over)
- 2010: Cold Case – Kein Opfer ist je vergessen (Cold Case, Folge: Almost Paradise)
- 2011–2012: I Just Want My Pants Back (12 Folgen)
- 2014: The Michael J. Fox Show (Folge: Couples)
- seit 2014: Mozart in the Jungle (mehrere Folgen)
- 2018: Homeland
- 2019: The Bold Type – Der Weg nach oben (The Bold Type, 9 Folgen)

Videospiele
- 2006: Canis Canem Edit (Bully, Stimme)

## Preise und Nominierungen
- 2010: New York VisionFest Award in der Kategorie „Breakthrough Performance“ für  Consent
- 2014: SXSW Grand Jury Award in der Kategorie „Narrative Short“ für Send